# Senecio plattensis
Senecio plattensis là một loài thực vật có hoa trong họ Cúc. Loài này được (Packera) Nutt. miêu tả khoa học đầu tiên năm 1841.